# Anton Lens
Anton Ferdinand Lens (Meester Cornelis, (Nederlands-Indië), 28 november 1884 - Zeist, 18 oktober 1955), was een Nederlandse voetballer die twee keer voor het Nederlands voetbalelftal uitkwam.
Op clubniveau speelde hij voor HBS-Craeyenhout uit Den Haag, waarvoor hij in 59 wedstrijden 10 goals scoorde. In 1906 werd hij twee keer voor het Nederlands elftal geselecteerd. Op 29 april maakte hij zijn debuut in een wedstrijd in Antwerpen tegen België en op 13 mei speelde hij in Rotterdam zijn laatste interland, opnieuw tegen België.